# Eiji Sato
Eiji Sato (佐藤 英二, Sato Eiji, Tokio, 8 april 1971) is een Japans voormalig voetballer die als middenvelder speelde.

## Clubcarrière
Sato begon zijn carrière in 1990 bij Mitsubishi Motors, de voorloper van Urawa Red Diamonds. Hij tekende in 1995 bij Fukushima FC. Hij tekende in 1996 bij Sony Sendai. Sato beëindigde zijn spelersloopbaan in 2002.

## Statistieken

### J.League
| Seizoen | Club               | Competitie | J.League | J.League | J.League Cup | J.League Cup | Totaal | Totaal |
| Seizoen | Club               | Competitie | Wed.     | Dlp.     | Wed.         | Dlp.         | Wed.   | Dlp.   |
| ------- | ------------------ | ---------- | -------- | -------- | ------------ | ------------ | ------ | ------ |
| 1992    | Urawa Red Diamonds | J1 League  | -        | -        | 2            | 0            | 2      | 0      |
| 1993    | Urawa Red Diamonds | J1 League  | 8        | 0        | 0            | 0            | 8      | 0      |
| Totaal  | Totaal             | Totaal     | 8        | 0        | 2            | 0            | 10     | 0      |